# Fluorid chlorylu
Fluorid chlorylu je chemická sloučenina se vzorcem ClO2F. Běžně se získává jako vedlejší produkt reakce fluoridů chloru s kyslíkem. Jde o fluorid kyseliny chlorečné.

## Příprava
Fluorid chlorylu byl poprvé připraven roku 1942 fluorací oxidu chloričitého. Sloučenina je běžně připravována reakcí chlorečnanu sodného s fluoridem chloritým.
6 NaClO3 + 4 ClF3 → 6 ClO2F + 2 Cl2 + 3 O2 + 6 NaF

## Struktura
V souhlasu s teorií VSEPR je tvarem molekuly trigonální pyramida, stejný tvar má i fluorid bromylu (BrO2F). Na rozdíl od nich je fluorid jodylu (IO2F) polymerní.